# Awren (gmina)
Awren (bułg.: Община Аврен)  − gmina w północno-wschodniej Bułgarii, w obwodzie Warna.

## Miejscowości
Miejscowości wchodzące w skład gminy Awren:
- Awren (bułg.: Аврен) - siedziba gminy,
- Benkowski (bułg.: Бенковски),
- Bliznaci (bułg.: Близнаци),
- Bolarci (bułg.: Болярци),
- Carewci (bułg.: Царевци),
- Dobri doł (bułg.: Добри дол),
- Dybrawino (bułg.: Дъбравино),
- Junak (bułg.: Юнак),
- Kazaszka reka (bułg.: Казашка река),
- Kitka (bułg.: Китка),
- Krusza (bułg.: Круша),
- Prisełci (bułg.: Приселци),
- Rawna gora (bułg.: Равна гора),
- Sadowo (bułg.: Садово),
- Sindeł (bułg.: Синдел),
- Trystikowo (bułg.: Тръстиково),
- Zdrawec (bułg.: Здравец).